# 姜玉田
姜玉田（1927年—），江苏泗阳人，中国人民解放军将领、中国人民解放军中将。
毕业于解放军军事学院。1983年，接替袁彬，担任南京军区空军司令员。1993年，由孙景华接任。1988年，授中国人民解放军中将军衔。。